# Attachment Unit Interface
AUI（アタッチメントユニットインターフェイス、英: Attachment Unit Interface）は、イーサネットにおいて、MACとトランシーバ間の接続延伸のために用いられる物理層インターフェイスの1つ。
初期イーサネットでは15ピンコネクターを持つケーブルとして実装された。また、機器内部のチップ間インターフェイスとしても動作仕様が規定されている。

## 10BASE5におけるケーブル接続

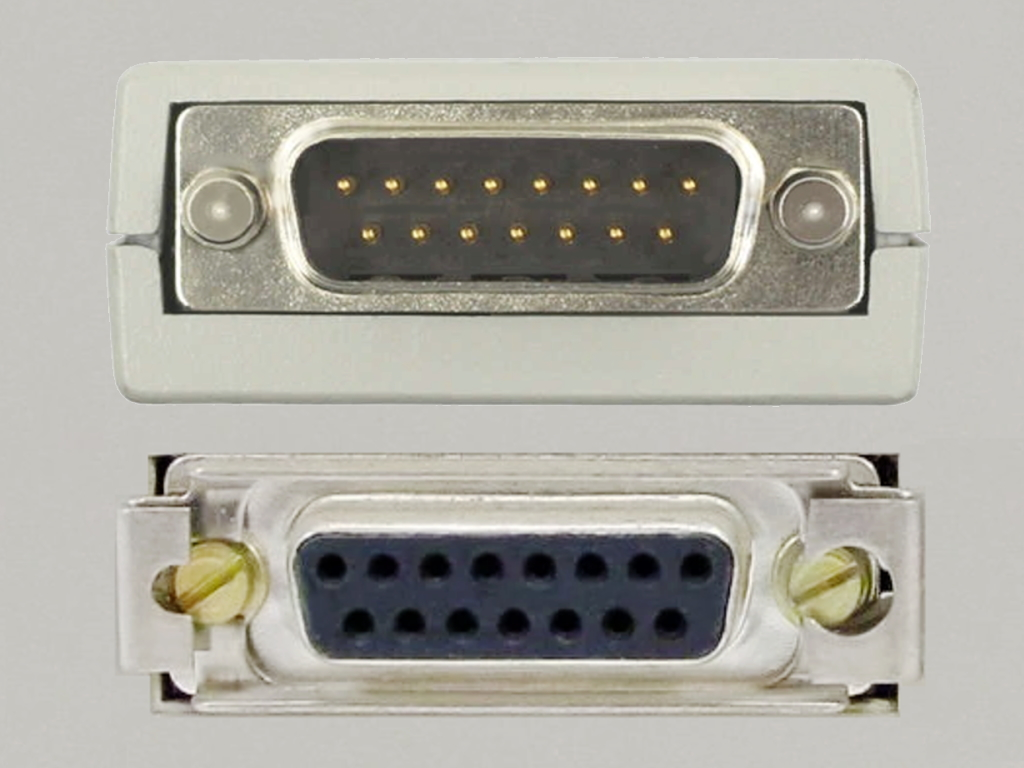
AUIコネクター（上：オス、下：メス）
コネクター同士をスライドロックで抜けないようになっている。

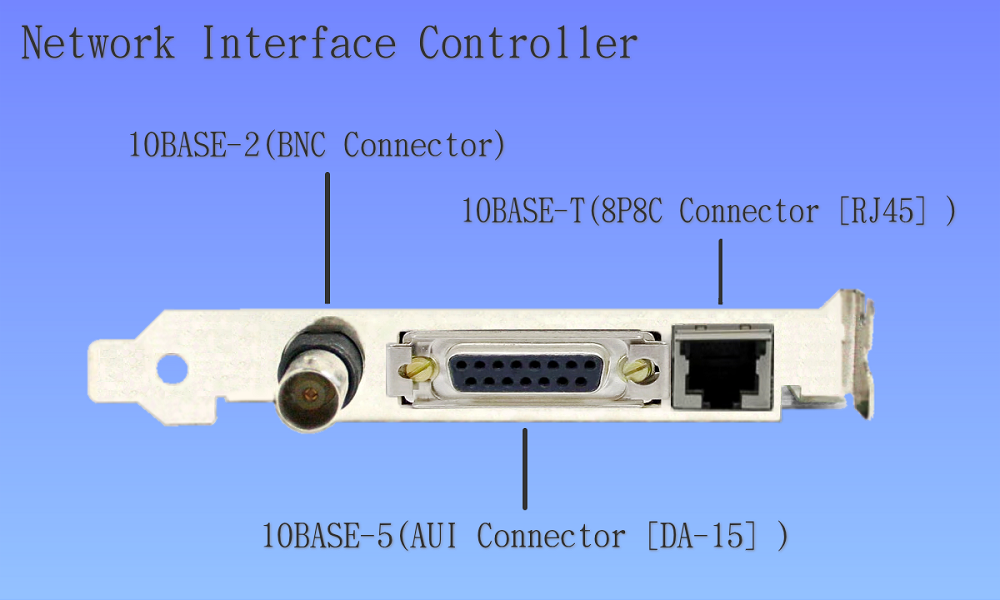
AUIコネクターを装備するイーサーネット用ネットワークカード

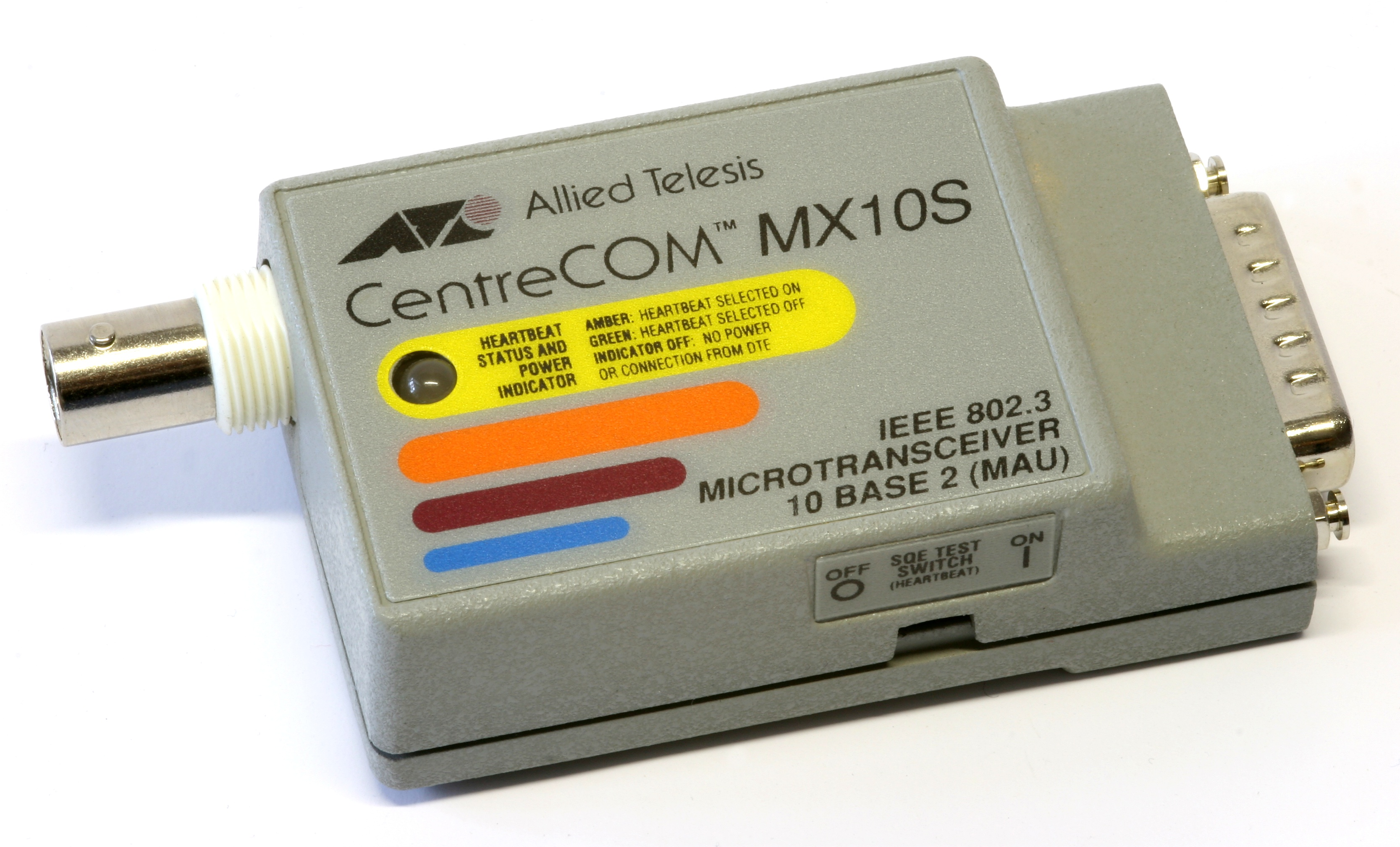
AUI（10BASE5）とThinCable（10BASE2）を変換するMAU

初期イーサネットである10BASE5では、同軸ケーブルのバス伝送路上に分岐タップとMAU (Media Attachment Unit)トランシーバを取り付けて端末と接続する。伝送路から離れた位置にある端末では、最大50メートルのAUIケーブルをMAUに接続することでネットワーク接続が可能となる。
10BASE5と10BASE2の使用が主流だった1990年代初頭まで、コンピュータやリピータハブなどのイーサネット通信機器にはAUIコネクターが装備されることが一般的だった。ツイストペアケーブルを用いる10BASE-Tや100BASE-TXの導入により、これらは8P8C (RJ-45)コネクターに置き換えられていった。
AUIコネクターはDA-15と呼ばれる15ピンのもの。通常、コネクタにあるネジの代わりにスライドクリップがあり、2つのコネクターを固定する。
| 番号  | 名称 | 用途                                |
| ----- | ---- | ----------------------------------- |
| 3     | DO-A | Data Out Circuit A                  |
| 10    | DO-B | Data Out Circuit B                  |
| 11    | DO-S | Data Out Circuit Shield (不使用)    |
| 5     | DI-A | Data In Circuit A                   |
| 12    | DI-B | Data In Circuit B                   |
| 4     | DI-S | Data In Circuit Shield              |
| 7     | CO-A | Control Out Circuit A (不使用)      |
| 15    | CO-B | Control Out Circuit B (不使用)      |
| 8     | CO-S | Control Out Circuit Shield (不使用) |
| 2     | CI-A | Control In Circuit A                |
| 9     | CI-B | Control In Circuit B                |
| 1     | CI-S | Control In Circuit Shield           |
| 6     | VC   | Voltage Common (0 V)                |
| 13    | VP   | Voltage Plus (+12 V)                |
| 14    | VS   | Voltage Shield (不使用)             |
| Shell | PG   | Protective Ground                   |

## 内部インターフェイス
AUIは、機器内部回路上でMACとトランシーバ間に物理的に距離がある場合の内部インターフェイスとしても動作が規定されている。
AUIと類似の機能を持つインターフェイスが100MbpsではMII、1GbpsではGMIIの名称で置き換えられた。10Gbps以上の高速通信では、再び以下のような「AUI」を含む名称のインターフェイスを別途用意している。
XAUI (ザウイ、ゾーイ) 
10ギガビット・イーサネットの内部インターフェイス。"X"はローマ数字の10を意味する。
XGMIIを信号変換して延伸するために提案されたものであるが、機器回路の多くはXGMIIをチップ内部処理とし基板配線にはXAUIを用いる。送受で差動配線4対ずつ16本で構成され、各バスが3.125Gbaudで動作し全体で10Gbpsを実現する。最大配線長は50cm。さらにチップメーカは倍速動作で配線本数を半分に減らしたRXAUIを独自実装している。
XLAUI 
40ギガビット・イーサネットの内部インターフェイス。"XL"はローマ数字の40を意味する。
PMA副層の延伸に提案されたもの。10.3125 Gbaudで動作する差動配線4対で構成される。
CAUI-10, CAUI-4, 100GAUI-2 
100ギガビット・イーサネットの内部インターフェイス。"C"はローマ数字の100を意味する。
チップ性能向上に伴って提案されたもので、それぞれ10対・4対・2対の差動配線から構成され、要求されるシンボルレートも速くなっている。